# Muhsen Al-Ghassani
Muhsen Al-Ghassani (en árabe: محسن صالح الغساني‎; Rustaq, 27 de marzo de 1997) es un futbolista omaní que juega en la demarcación de delantero para el Bangkok United FC de la Thai League 1.

## Selección nacional
Tras jugar en la selección de fútbol sub-19 de Omán, y en la sub-23, finalmente hizo su debut con la selección absoluta el 30 de agosto de 2017 en un encuentro amistoso contra Afganistán que finalizó con un resultado de 2-0 a favor del combinado omaní tras los goles de Said Al-Ruzaiqi y Mohsin Al-Khaldi.

### Goles internacionales
| # | Fecha              | Estadio                                          | Oponente   | Gol | Resultado | Competición        |
| - | ------------------ | ------------------------------------------------ | ---------- | --- | --------- | ------------------ |
| 1 | 9 de enero de 2019 | Estadio Sharjah, Sharjah, Emiratos Árabes Unidos | Uzbekistán | 1-1 | 2-1       | Copa Asiática 2019 |

## Clubes
| Club              | País      | Año       | Partidos | Goles |
| ----------------- | --------- | --------- | -------- | ----- |
| Al-Suwaiq Club    | Omán      | 2015-2020 | 76       | 23    |
| Sepahan SC        | Irán      | 2020-2021 | 11       | 0     |
| Al-Seeb Club      | Omán      | 2021-2024 | 83       | 39    |
| Bangkok United FC | Tailandia | 2024-     | 17       | 9     |

## Palmarés

### Campeonatos nacionales
| Título                   | Club           | País | Año  |
| ------------------------ | -------------- | ---- | ---- |
| Liga Profesional de Omán | Al-Suwaiq Club | Omán | 2018 |
| Copa del Sultán Qabus    | Al-Suwaiq Club | Omán | 2017 |